# Adoriga
Adoriga era, em 1747, uma pequena aldeia da freguesia de Cerva, termo da vila do mesmo nome, comarca no eclesiástico de Vila Real, e no secular de Guimarães, Arcebispado de Braga, e Província de Entre Douro e Minho. Tinha 19 vizinhos, e uma ermida dedicada a Nossa Senhora da Guia.